# 拉爾維克港
64°29′S 62°27′W / 64.483°S 62.450°W
拉爾維克港是南極洲的海港，位於帕默群島中布拉班特島的東南部，處於拉格朗日峰西南部，以挪威南部的城鎮命名，現時由南極條約體系管理。